# ATP Challenger Marbella
Das ATP Challenger Marbella (offizieller Name: AnyTech365 Andalucía Open) war ein Tennisturnier in Marbella, das seit 2012 ausgetragen wurde. In den Jahren 2013 bis 2017 fand es nicht statt, bevor es von 2018 bis 2022 wieder ausgetragen wurde. Es war Teil der ATP Challenger Tour und wurde im Freien auf Sand ausgetragen.

## Liste der Sieger

### Einzel
| Jahr                        | Sieger            | Finalgegner             | Ergebnis       |
| --------------------------- | ----------------- | ----------------------- | -------------- |
| 2022                        | Jaume Munar       | Pedro Cachín            | 6:2, 6:2       |
| 2021                        | Gianluca Mager    | Jaume Munar             | 2:6, 6:3, 6:2  |
| 2020                        | Pedro Martínez    | Jaume Munar             | 7:64, 6:2      |
| 2019                        | Pablo Andújar     | Benoît Paire            | 4:6, 7:66, 6:4 |
| 2018                        | Stefano Travaglia | Guido Andreozzi         | 6:3, 6:3       |
| 2013–2017: keine Austragung |                   |                         |                |
| 2012                        | Albert Montañés   | Daniel Muñoz de la Nava | 3:6, 6:2, 6:3  |

### Doppel
| Jahr                        | Sieger                           | Finalgegner                            | Ergebnis          |
| --------------------------- | -------------------------------- | -------------------------------------- | ----------------- |
| 2022                        | Roman Jebavý Philipp Oswald      | Hugo Nys Jan Zieliński                 | 7:66, 3:6, [10:3] |
| 2021                        | Dominic Inglot Matt Reid         | Romain Arneodo Hugo Nys                | 1:6, 6:3, [10:6]  |
| 2020                        | Gerard Granollers Pedro Martínez | Luis David Martínez Fernando Romboli   | 6:3, 6:4          |
| 2019                        | Kevin Krawietz Andreas Mies      | Sander Gillé Joran Vliegen             | 7:66, 2:6, [10:6] |
| 2018                        | Guido Andreozzi Ariel Behar      | Martin Kližan Jozef Kovalík            | 6:3, 6:4          |
| 2013–2017: keine Austragung |                                  |                                        |                   |
| 2012                        | Andrei Kusnezow Javier Martí     | Emilio Benfele Álvarez Adelchi Virgili | 6:3, 6:3          |